# Pulovr

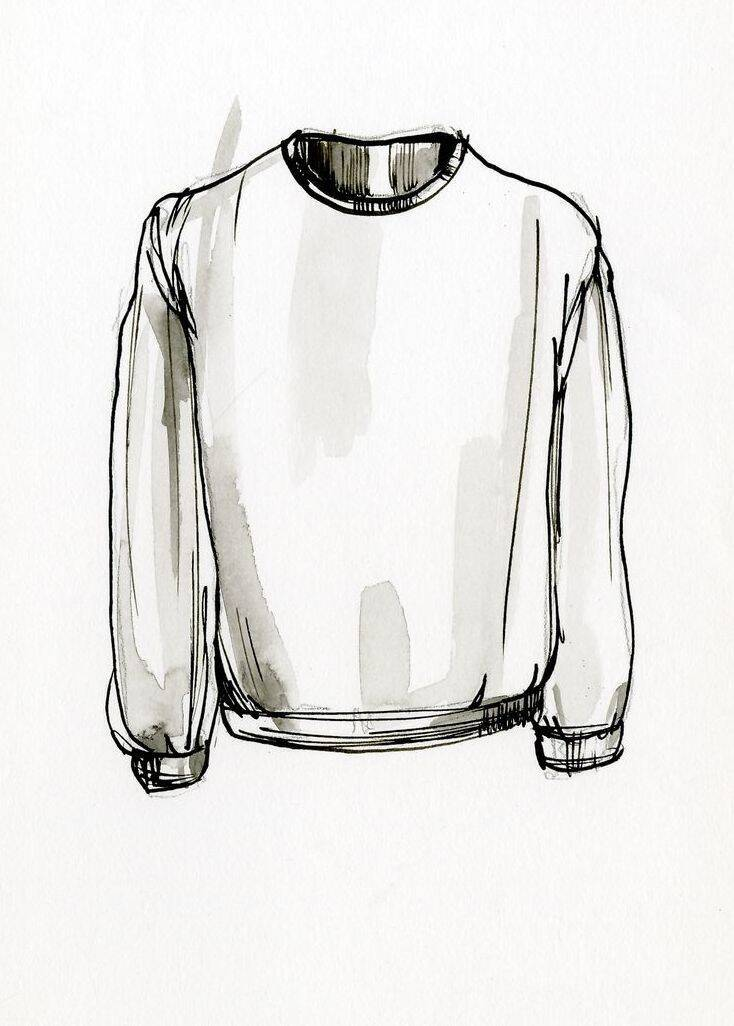
Náčrtek puloveru.

Pulovr je svetr bez zapínání. Jak vyplývá z názvu (z angl. pull over = přetáhnout), pulovr se obléká přes hlavu - na rozdíl od vesty.
Původ pulovru sahá až do 15. století, kdy jej nosili námořníci a rybáři. Dnes patří ke společenskému oblečení. Nosí se s košilemi a polokošilemi k oblekovým kalhotám i k džínám. Vzhledem k méně formálnímu rázu se nehodí pod sako nebo jako součást obleku.
Pulovr se původně vyráběl v klasických barvách, jako jsou tmavě modrá, šedá nebo černá. Dnes je možné jej zakoupit i v pastelových barvách s různými vzory. Vzhledem k bohatosti nabídky (barvy, vzory, materiály) na sortiment pulovrů de facto souvisle navazují mikiny.